# Едвард Вудалл
Едвард Вудалл (англ. Edward Woodall; нар. 1967) — англійський актор, режисер та педагог.

## Життєпис
Закінчив у Парижі Міжнародну театральну школу Жака Лекока.
Едвард Вудалл викладає у Оксфордській школі драми.

## Фільмографія
| Рік  | Назва (укр.)       | Назва (англ.)                                   | Роль                    |
| ---- | ------------------ | ----------------------------------------------- | ----------------------- |
| 2003 | Володар морів      | Master and Commander: The Far Side of the World | лейтенант Вільям Мовлет |
| 2001 | Еніґма             | Enigma                                          | Блетчлі Брайн           |
| 2000 | Вогні гавані       | Harbour Lights                                  | Джері Ґрін              |
| 2000 | Десяте королівство | The 10th Kingdom                                | Фаєрфакс Піп            |
| 1999 | Олівер Твіст       | Oliver Twist                                    | епізодична роль         |
| 1996 | Емма               | Emma                                            | Роберт Мартін           |